# Claudia Wenzel

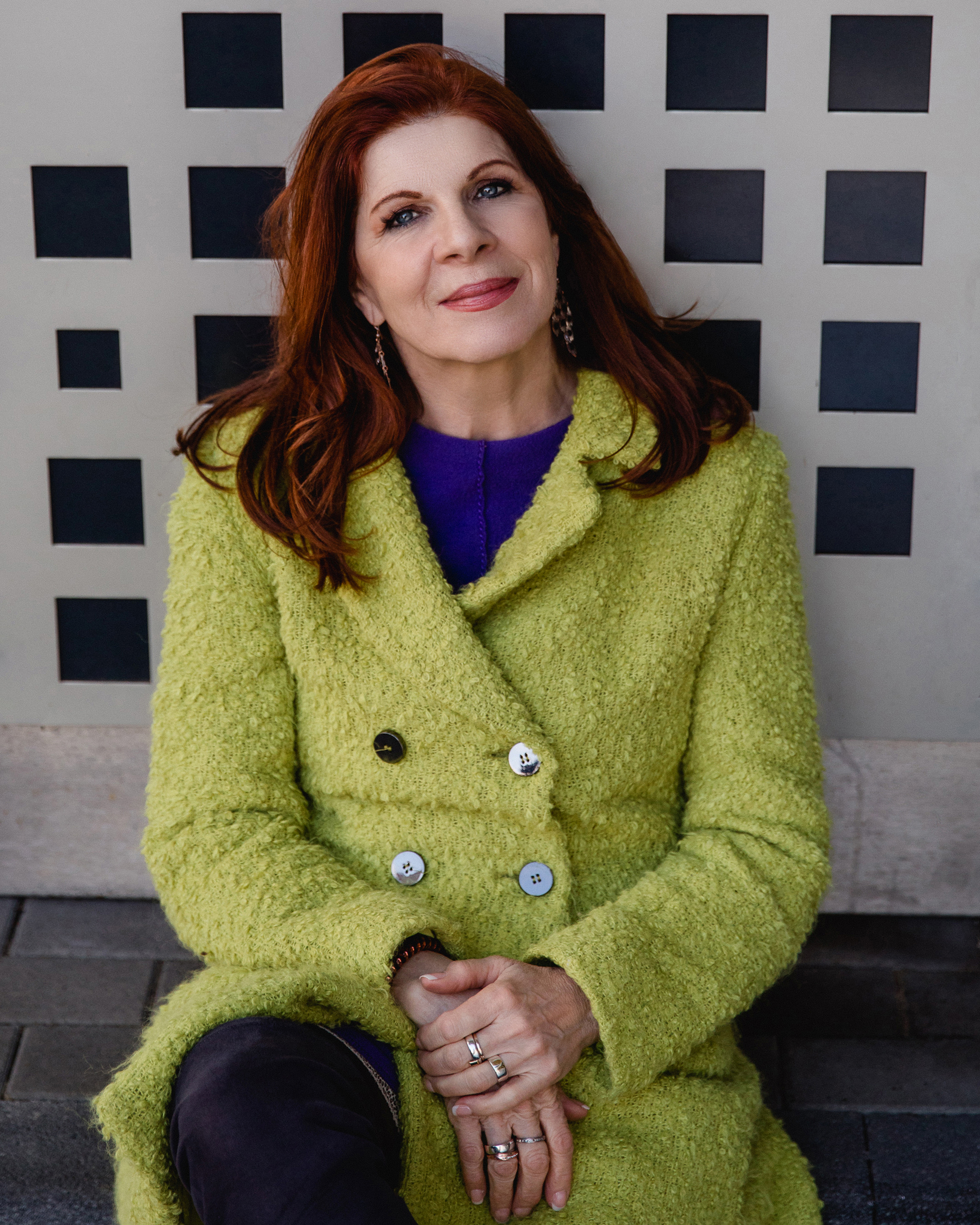
Claudia Wenzel (2020)

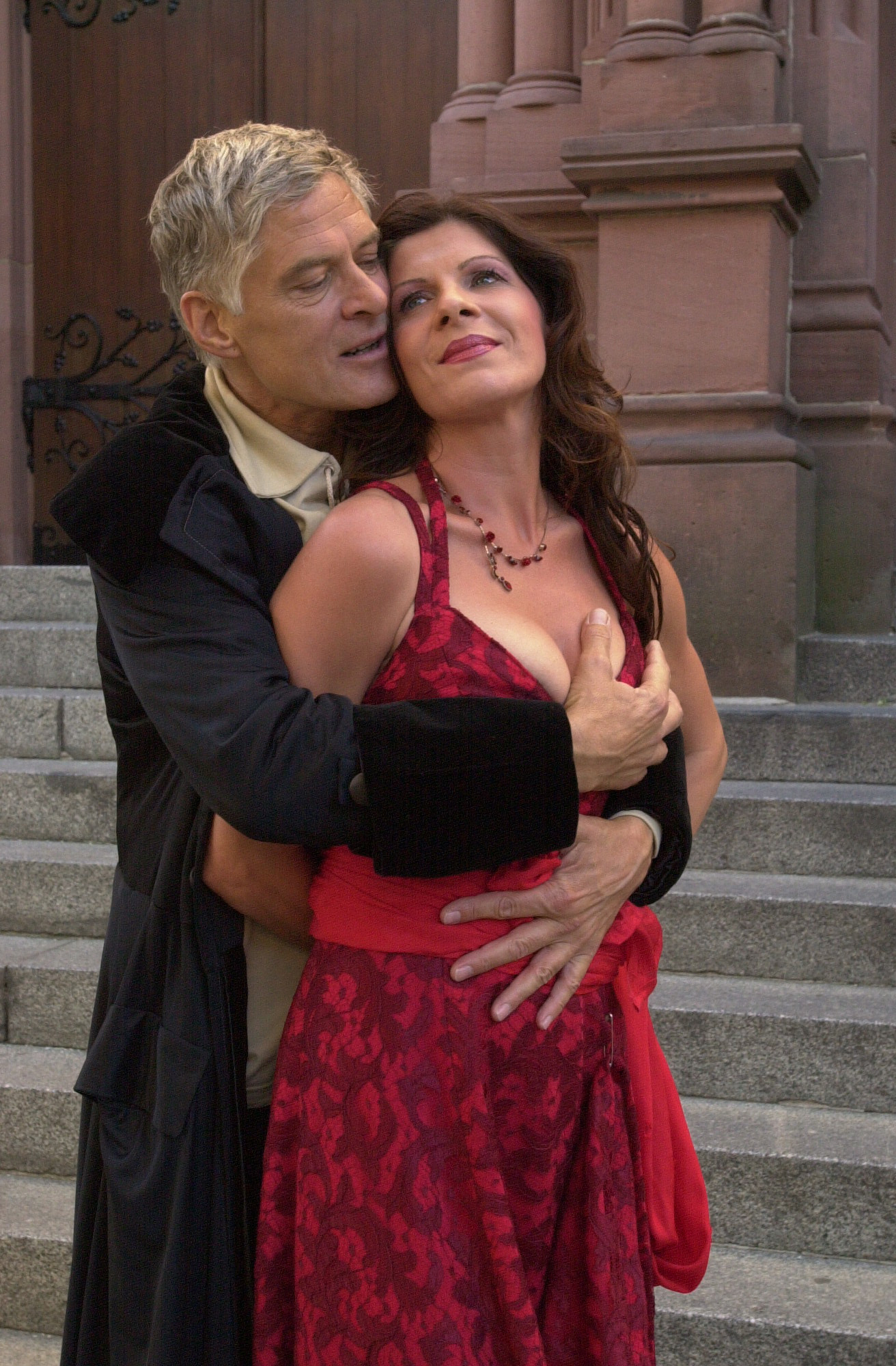
Claudia Wenzel im Stück Jedermann mit ihrem Ehemann Rüdiger Joswig

Claudia Wenzel (* 21. September 1959 in Lutherstadt Wittenberg) ist eine deutsche Schauspielerin, Synchronsprecherin, Sängerin und Moderatorin.

## Leben und Wirken
Claudia Wenzel legte 1978 das Abitur an der Melanchthon-Oberschule in Lutherstadt Wittenberg ab. Von 1978 bis 1982 absolvierte sie ein Schauspielstudium an der Theaterhochschule „Hans Otto“ in Leipzig. Außerdem besuchte sie 1984 bis 1985 die Hochschule für Musik und Theater „Felix Mendelssohn Bartholdy“ Leipzig. Von 1982 bis 1994 gehörte sie dem Ensemble des Leipziger Schauspielhauses an, wo sie als Gretchen in Faust I debütierte. Weitere Theaterstationen waren u. a. das Maxim-Gorki-Theater in Berlin, das Winterhuder Fährhaus in Hamburg sowie Bühnen in Heppenheim, Dresden und Leipzig. Seit dem Jahr 2000 geht sie immer wieder auf Theatertournee. Sie veranstaltete von 1991 bis 1994 auch Marlene-Dietrich-Solo-Abende in Leipzig.
Seit Anfang der 1980er Jahre hatte sie häufig Rollen in verschiedenen Film- und Fernsehproduktionen. Ihr Filmdebüt gab Wenzel 1983 als Bärbel in dem DEFA-Spielfilm Schwierig sich zu verloben unter der Regie von Karl-Heinz Heymann. Von 1986 bis 1988 spielte sie in der beliebten DDR-Serie Zahn um Zahn die Rolle der Sabine Wittkugel, die Tochter des Zahnarztes Alexander Wittkugel (Alfred Struwe). Im Jahr 1990 war sie in der siebenteiligen DFF-Serie Klein, aber Charlotte als Gerda-Luise Rahnstädt, der Vorgesetzten der titelgebenden Versicherungsvertreterin Charlotte Klein (Helga Piur), in einer der Hauptrollen zu sehen.
Nach der Deutschen Wiedervereinigung wurde Wenzel vor allem durch zahlreiche Serienrollen bekannt. Von 1991 bis 1999 agierte sie als Fanny Moll in der ZDF-Vorabendserie Unser Lehrer Doktor Specht, von 1995 bis 2001 als Irene Kadenbach in der RTL-Serie Dr. Stefan Frank – Der Arzt, dem die Frauen vertrauen und von 2005 (Folge 1) bis 2006 (Folge 110) als intrigante PR-Managerin Corinna „Cora“ Franke in der ARD-Telenovela Sturm der Liebe. Von 2008 bis 2013 und von 2017 bis 2023 war sie als Dr. Vera Bader, ehemalige Gesundheitsdezernentin, in der ARD-Serie In aller Freundschaft zu sehen. In der 1000. Folge starb sie dort den Serientod. Daneben spielte sie in zahlreichen Produktionen wie beispielsweise in Tatort, Wir sind auch nur ein Volk, Küstenwache, Rosa Roth, Der letzte Zeuge, Mord in bester Gesellschaft oder auch in einer Rosamunde-Pilcher-Verfilmung. In der ZDF-Serie Der Bergdoktor spielte sie neben Hans Sigl in acht Folgen die Rolle der Thea Hochstetter.
Im Jahr 2024 veröffentlichte sie ihre Autobiografie unter dem Titel Mein Herz ließ sich nicht teilen. Das Werk wurde Spiegel-Bestseller.

## Privates
Claudia Wenzel ist in zweiter Ehe seit September 2003 mit dem Schauspieler Rüdiger Joswig verheiratet. Das Ehepaar lebt in Berlin. Neben ihrer Muttersprache Deutsch spricht Wenzel auch Russisch und Englisch.
Wenzel hat vier Geschwister, darunter einen älteren Bruder, den Liedermacher Hans-Eckardt Wenzel.

## Filmografie (Auswahl)
- 1983: Schwierig sich zu verloben
- 1985: Der Staatsanwalt hat das Wort – Hubertusjagd (Fernsehreihe)
- 1986: Der Freischütz in Berlin
- 1986: Zwei blaue Augen
- 1986–1988: Zahn um Zahn – Die Praktiken des Dr. Wittkugel (Fernsehserie, 11 Folgen)
- 1987: Die Reise des Monsieur Perrichon
- 1987: Annoncenglück
- 1989: Aschermittwoch
- 1990: Klein, aber Charlotte (Fernsehserie, 7 Folgen)
- 1991: Der Strass
- 1991–1999: Unser Lehrer Doktor Specht (Fernsehserie, 70 Folgen)
- 1992: Alles Lüge
- 1993: Immer wieder Sonntag (Fernsehserie, 2 Folgen)
- 1994: Verliebt, verlobt, verheiratet
- 1995: Wir sind auch nur ein Volk (Fernsehserie, 1 Folge)
- 1995: Frauenarzt Dr. Markus Merthin (Fernsehserie, 1 Folge)
- 1995: Lieben wie gedruckt (Fernsehserie, 11 Folgen)
- 1995–2001: Dr. Stefan Frank – Der Arzt, dem die Frauen vertrauen (Fernsehserie)
- 1996: Polizeiruf 110: Lauf oder stirb (Fernsehreihe)
- 1996: Klinik unter Palmen (Fernsehserie, 3 Folgen)
- 1996: Die Traumnummer – Die Hotline zum Glück
- 1997: SOKO München (Fernsehserie, 1 Folge)
- 1997: Tatort: Bombenstimmung (Fernsehreihe)
- 1997: Fröhlich geschieden
- 1997: Eine Familie zum Küssen
- 1997–1998: Parkhotel Stern (Fernsehserie, 2 Folgen)
- 1998–2003: Im Namen des Gesetzes (Fernsehserie, verschiedene Rollen, 2 Folgen)
- 1998: Für alle Fälle Stefanie (Fernsehserie, 13 Folgen)
- 1998: Die Männer vom K3 (Fernsehserie, 1 Folge)
- 2001: Unser Charly (Fernsehserie, 1 Folge)
- 2001: Personal Trainer
- 2001–2003: Der Landarzt (Fernsehserie, 2 Folgen)
- 2002: Hallo Robbie! (Fernsehserie, 1 Folge)
- 2002: Entscheidung auf Mauritius
- 2002: Klinikum Berlin Mitte – Leben in Bereitschaft (Fernsehserie, 2 Folgen)
- 2002: In aller Freundschaft (Fernsehserie, 1 Folge als Eva Minsky)
- 2003: Kurklinik Rosenau (Fernsehserie, 1 Folge)
- 2003–2014: Küstenwache (Fernsehserie, verschiedene Rollen, 4 Folgen)
- 2003: Mit einem Rutsch ins Glück
- 2005: Rosa Roth – Flucht nach vorn (Fernsehreihe)
- 2005: Der letzte Zeuge (Fernsehserie, 1 Folge)
- 2005: Mätressen: Die geheime Macht der Frauen (Fernsehdreiteiler, Folge Die Geliebte des Papstes)
- 2005–2006: Sturm der Liebe (Fernsehserie, 110 Folgen)
- 2006: SOKO Leipzig (Fernsehserie, 1 Folge)
- 2007: SOKO Wismar (Fernsehserie, 1 Folge)
- 2008–2013, 2017–2023: In aller Freundschaft (Fernsehserie, 53 Folgen als Dr. Vera Bader)
- 2009: SOKO Köln (Fernsehserie, 1 Folge)
- 2010: SOKO Stuttgart (Fernsehserie, 1 Folge)
- 2011: Mord in bester Gesellschaft – Der Fluch der bösen Tat (Fernsehreihe)
- 2014: Heiter bis tödlich: Hauptstadtrevier (Fernsehserie, 1 Folge)
- 2014: Verbotene Liebe (Fernsehserie, 5 Folgen)
- 2017: Rosamunde Pilcher – Das Gespenst von Cassley
- 2020–2022: Der Bergdoktor (Fernsehserie, 8 Folgen als Thea Hochstetter)